# Пославский, Евгений Николаевич
Евгений Николаевич Пославский (25 октября (6 ноября) 1887 — 12 марта 1937) — общественный деятель, политик, журналист, один из ведущих участников свержения советской власти в Новониколаевске (1918).

## Биография
Родился в местечке Толочин Оршанского уезда Могилёвской губернии 25 октября 1887 года по старому стилю. Отец был сельским псаломщиком.
В 1902 году окончил Мстиславское духовное училище. 
В 1904 году вступил в партию социалистов-революционеров. Окончил Могилёвскую духовную семинарию, также учился на юридическом факультете Казанского университета (два курса).
25 ноября 1908 года осуждён Казанской судебной палатой на восемь лет каторжных работ, заменённых год спустя ссылкой на поселение, которую отбывал вплоть до начала 1914 года, после чего трудился в кооперативных и частных организациях в Красноярске. Здесь же с 1914 по первую половину 1916 года состоял в правлении общества потребителей «Самодеятельность», созданного ссыльными и революционерами (преимущественно большевиками). В 1915 году работал счетоводом в Русско-Азиатском банке; летом следующего года был арестован, но с наступлением Февральской революции освобождён 4 марта 1917 года из тюрьмы Красноярска.
Посещал Владивосток и Харбин, в этих городах занимался партийными делами в учреждениях социалистов-революционеров. В июне 1917 года переехал в Новониколаевск, где одновременно работал в Закупсбыте (коммерческий агент, член ревизионной комиссии) и местном отделении Московского народного банка, в котором занимал должность заместителя управляющего (заведующего инструкторским отделом).
С января 1918 года активно выступал против большевизма, был одним из ведущих организаторов смещения в Новониколаевске советской власти, в чём участвовал и Закупсбыт, направлявший через Пославского финансовую и организационную помощь. Тогда же он входил в состав редколлегии «Сибирской кооперации», журнала этого объединения. После взятия города силами Чехословакацкого корпуса поочерёдно занимал должности уполномоченного и Новониколаевского уездного комиссара во Временном Сибирском правительстве.
Пославский обманом добился возвращения в город экс-председателя Новониколаевского городского совета В. Р. Романова — выдал себя в ходе их телеграфной беседы по прямому проводу за его помощника А. И. Петухова, заверил, что город остаётся под советским управлением и уговорил его приехать обратно из Иркутска (в тот момент Романов был участником проходившего там совещания руководителей Советов Сибири). Во время возвращения в Новониколаевск он был задержан и впоследствии убит белогвардейцами.
Пытался ввести в Новониколаевске «сухой закон», издав 21 июня 1918 года вместе с комендантом города Сергеевым обязательное постановление о запрете производства и продажи вина, нахождения на улицах людей в алкогольном опьянении.
С началом правления Колчака два раза подавал прошение об отставке, в результате 23 декабря 1918 года уволен по собственному желанию. Оставался сотрудником Закупсбыта и Московского народного банка и вместе с тем в декабре 1918 — феврале 1919 года работал редактором в «Народной Сибири», в том числе после переименования этой газеты в «Родную Сибирь».
5 января 1920 года Новониколаевская ЧК вынесла приговор о заключении Пославского «на всё время гражданской войны».
В октябре 1921 года официально заявил о разрыве отношений с партией социалистов-революционеров, после чего выпущен из лагеря. Был принят экономистом в Сибирскую плановую комиссию при Сибревкоме и параллельно работал в Сибирском отделении Центросоюза в должности старшего инструктора ревизионной комиссии.
С 1 июня 1922 года — сотрудник Новониколаевского отделения Всероссийского кооперативного банка, позднее в этом учреждении занял место товарища (заместителя) управляющего отделением, в сентябре 1924 года при сохранении этой должности был переведён сначала в Орловское, а потом и Ярославское отделение данного банка.
Впоследствии был работником хозяйственных и банковских учреждений в западной части России.
9 декабря 1933 г. арестован в Москве по обвинению в "связи с сибирским правительством Колчака" (содержался в Бутырском ИЗО). 3 марта 1934 г. осужден Коллегией ОГПУ по ст.58-6, 58-7, 58-11 УК РСФСР на 10 лет лишения свободы в Ухтпечлаг. Умер 12 марта 1937 г.